# 박한영
박한영(1993년~ )은 대한민국의 음악가, 작곡가이다.

## 음반 및 주요 활동

### 디스코그래피

#### 개인 음반
- 2017년 1집 《별들의 새벽》
- 2018년 EP 《일기01》
- 2019년 EP 《일기02》
- 2021년 2집 《간반에 비가 내렸습니다》